# Warmness on the Soul
Warmness on the Soul là đĩa EP đầu tiên của ban nhạc heavy metal người Mỹ Avenged Sevenfold. Đĩa nhạc được phát hành vào ngày 10 tháng 4 năm 2001 thông qua hãng đĩa Good Life Recordings. Sản phẩm có video âm nhạc (MV) của bài tiêu đề "Warmness on the Soul" dưới dạng bài tặng kèm enhanced CD. Đây là sản phẩm đầu tiên của ban có sự tham gia của nghệ sĩ guitar Synyster Gates (anh nhận lời vào ban nhạc vào tháng 2 năm 2001). Sau đó toàn bộ các bài hát được đưa vào album đầu tay Sounding the Seventh Trumpet của  Avenged Sevenfold, ngoại trừ phiên bản heavy metal của "To End the Rapture" - phiên bản ấy được đưa vào bản tái phát hành của album về sau.
Nghệ danh của một vài thành viên có hơi khác so với nghệ danh họ đang dùng. M. Shadows được ghi đơn giản là "Shadows", trong khi Synyster Gates được đề tên là "Synyster Gaytes".

## Ý nghĩa nhan đề
Warmness on the Soul" nói về bạn gái (nay là vợ) Valary của M. Shadows. Trong một buổi phỏng vấn, Shadows chia sẻ về sản phẩm, "(Chúng tôi) muốn làm một bài thật nhẹ nhàng để chia tay album. Rất nhiều ban nhạc metal lớn tuổi hơn đã làm vậy và chúng tôi thích ý tưởng đó, thế nên chúng tôi cứ tiến hành thôi."

## Video âm nhạc
Video âm nhạc (MV) của bài ghi lại cảnh ban nhạc biểu diễn gần bờ biển với Zacky Vengeance chơi lead guitar. MV xoay quanh một người phụ nữ (vợ của M. Shadows) đang tìm kiếm các thành viên trong ban nhạc, cô tìm kiếm họ trong khi họ đi lang thang trên đường phố. Rồi ban nhạc bước lên sâu khấu và biểu diễn nốt bài hát.

## Đón nhận
Bài hát được xếp thứ 20 trong số các bài hát của Avenged Sevenfold từ Louder Sound và số 18 từ danh sách tương tự của Kerrang.

## Danh sách ca khúc
Toàn bộ các bài hát do M. Shadows và Zacky Vengeance sáng tác.
| STT              | Nhan đề                                   | Sáng tác                                    | Thời lượng |
| ---------------- | ----------------------------------------- | ------------------------------------------- | ---------- |
| 1.               | "Warmness on the Soul" (Bản đĩa đơn)      | M. Shadows                                  | 4:20       |
| 2.               | "Darkness Surrounding"                    |                                             | 4:50       |
| 3.               | "We Come Out at Night"                    |                                             | 4:45       |
| 4.               | "To End the Rapture (bản heavy metal)[*]" | Zacky Vengeance, M. Shadows, Synyster Gates | 1:20       |
| 5.               | "Warmness on the Soul (video âm nhạc)"    | M. Shadows                                  | 4:46       |
| Tổng thời lượng: | Tổng thời lượng:                          | Tổng thời lượng:                            | 20:01      |

^ * Phiên bản này có trong đĩa tái phát hành của Sounding the Seventh Trumpet, thay thế bản gốc.

## Nhân sự
Avenged Sevenfold
- Shadows - hát chín
- Zacky Vengeance - guitar
- Synyster Gaytes - lead guitar trong bài "To End the Rapture"
- Justin Meacham - bass, dương cầm
- The Rev - trống, hiệu ứng âm thanh